# Last Summer
 Last Summer és una pel·lícula estatunidenca dirigida per Frank Perry, estrenada el 1969.

## Argument
Aventures i experiències de quatre joves de vacances en una solitària illa de la costa dels EUA. Tots pertanyen a famílies benestants, i passen el temps amb les seves primeres divagacions sentimentals, sexuals i amb l'alcohol i les drogues. Però les relacions entre ells canvien quan es troben amb una noia de d'uns quinze anys a qui converteixen en víctima d'una terrible agressió. Junts, queden units per un terrible secret.

## Repartiment
- Barbara Hershey: Sandy
- Rchard Thomas: Peter
- Bruce Davison: Dan
- Catherine Burns: Rhoda
- Ernesto Gonzalez: Anibal

## Premis i nominacions

### Nominacions
- 1970. Oscar a la millor actriu secundària per Catherine Burns